# Calligonum eriopodum
Calligonum eriopodum là một loài thực vật có hoa trong họ Rau răm. Loài này được Bunge mô tả khoa học đầu tiên năm 1851.